# Pitușca
Pitușca è un comune della Moldavia situato nel distretto di Călărași di 3.212 abitanti al censimento del 2004